# Піротехніка
Слово «піроте́хніка» походить від грецьких слів: «пір» — вогонь та «техне» — мистецтво, вміння. Піротехніка — мистецтво виготовлення різноманітних піротехнічних сумішей, виробів з них, і спалювання їх з метою досягнення того чи іншого спеціального ефекту. Піротехніка — це наука про властивості піротехнічних сумішей, виробів, а також про способи виготовлення останніх. Піротехнічні суміші при горінні (вибуху) дають світловий, тепловий димовий, звуковий та реактивний ефекти.

## Склад піротехнічних сумішей
Основа більшості піротехнічних сумішей — це суміші окислювача (окисника) і пального (відновника). У багатьох сумішах пальне згорає під дією кисню, що містить окислювач лише частково; повне згорання відбувається під дією кисню повітря.
Окислювачами служать такі речовини:
1. Солі: нітрати (KNO3, NaNO3, Ba(NO3)2, Sr(NO3)2), хлорати (KClO3, Ba(ClO3)2), перхлорати (KClO4, NH4ClO4), гексафтосилікати (K2SiF6, Na2SiF6), хромати (PbCrO4, BaCrO4), сульфати (BaSO4, CaSO4), сульфіти, карбонати, та ін.
2. Оксиди (Fe2O3, Fe3O4, MnO2, PbO2, Pb2O3, CuO) та пероксиди (BaO2);
3. Хлор- та фторорганічні сполуки (політрифторхлоретилен, тефлон, полівінілхлорид, гексахлоретан, гексахлорбензол, гексахлорциклогексан).

Як пальне використовують:
1. Метали (Mg, Al, Ti, Fe, Cu, Sb) та їх сплави (Al-Mg, Fe-Ti та ін.);
2. Неметали (сірка, вуглець у вигляді вугілля, графіту, червоний фосфор);
3. Неорганічні речовини (сульфіди, саліциди);
4. Органічні речовини (уротропін, крохмаль, целюлоза, сахароза та ін.).

Крім окислювача і пального в склад піротехнічних сумішей вводять цементатори — органічні полімери, які забезпечують механічну міцність ущільнених (пресованих) сумішей; каталізатори, які пришвидшують або уповільнюють процес горіння; флегматизатори — речовини, які зменшують чутливість сумішей до тертя або удару; речовини технологічного призначення (наприклад, розчинники для цементаторів та ін.). Крім того, в суміші кольорових (сигнальних) вогнів вводять речовини, які забарвлюють полум'я в характерний колір; в димові суміші — димоутворюючі речовини. У деяких випадках один і той же компонент може виконувати кілька різних функцій. Наприклад, цементатор завжди виконує у суміші функції пального, а іноді — уповільнювача горіння; нітрат стронцію є окислювачем і одночасно забарвлює полум'я в червоний колір. Піротехнічні суміші на основі хлоратів та перхлоратів володіють вибуховими властивостями.

## Вимоги, що висувають до піротехнічних сумішей та виробів із них
Основна вимога, що стосується піротехнічних сумішей та виробів із них — це одержання максимального спеціального ефекту. Для різних засобів спеціальний ефект обумовлений різними факторами. Піротехнічні засоби повинні бути безпечними при використанні та зберіганні. Ефект, який одержується при дії піротехнічних засобів, не повинен погіршуватись при їх тривалому зберіганні. Піротехнічні суміші повинні мати достатньо велику густину, володіти максимальним спеціальним ефектом при використанні невеликої кількості компонентів, фізичною і хімічною стійкістю при зберіганні, оптимальною чутливістю до теплових та механічних дій, мінімальними вибуховими властивостями, а також характеризуватися нескладним технологічним процесом виготовлення.

## Регламентація
23 травня 2007 року було ухвалено Директиву Європейського Парламенту та Ради ЄС 2007/23/ЄС про випуск на ринок піротехнічних виробів.
3 серпня 2011 року Кабінет Міністрів України затвердив технічний регламент, який визначає основні вимоги до безпечності використання піротехнічних виробів в Україні.
5 січня 2021 року цей регламент було оновлено відповідно до загальноєвропейських вимог.
11 квітня 2023 року, Верховна Рада України ухвалила в цілому Закон України "Про внесення змін до деяких законів України щодо використання та обігу піротехнічних виробів". Зокрема, в Україні забороняється використання, продаж та передачу феєрверків, салютів і петард. Водночас заборона не поширюється на використання піротехніки Збройними Силами України, поліцією та аварійно-рятувальними службами.

## Виробництво піротехнічних виробів
Виробництво піротехнічних виробів внаслідок високих вимог до якості продукції, а також вогнебезпеки та вибухобезпеки сумішей являє собою доволі складний технологічний процес, який включає такі фази:
1. Підготовка компонентів (розкриття тари, контрольне просіювання металічних порошків, дроблення, сушіння і подрібнення окислювачів, подрібнення і мелення цементаторів і технологічних додатків);
2. Виготовлення сумішей (вагове або об'ємне дозування компонентів, змішування, провялювання, грануляція, сушіння або полімеризація сумішей);
3. Формування зарядів (шашок, факелів) пресуванням, литтям або шнекуванням;
4. Збирання піротехнічних виробів і їх пакування;
5. Виготовлення паперових, пластмасових, металічних корпусів і укупорки.

Загальні вимоги, яким повинне відповідати будь-яке піротехнічне виробництво, це:
1. чистота виробничих приміщень, виключення попадання в суміші різноманітних домішок;
2. використання вибухо- і пожежобезпечного обладнання;
3. нормальна відносна вологість і температура в приміщеннях (вологість — не більше 65 %, температура 20-25 °C);
4. дотримання при виконанні піротехнічних дій правил по техніці безпеки.

## Застосування піротехнічних сумішей
Піротехнічні суміші використовують у військовій справі для спорядження спеціальних видів боєприпасів, імітації вибухів, задимлення та в навчальних цілях. У промисловості піротехнічні суміші використовують для виготовлення металів і сплавів, та газів. У сільському господарстві —для боротьби зі шкідниками, дезінфекції та розсіювання граду. На транспорті використовують сигнальні (кольорового вогню) суміші. В окремих випадках піротехнічними засобами користуються при наукових дослідженнях. Крім того, піротехнічні суміші використовують при зйомці фільмів та для виготовлення феєрверків.

## Види піротехнічних сумішей
Освітлювальні суміші
Горіння освітлювальної суміші супроводжується яскравим світінням у видимій частині спектра. Ці суміші використовуються при розвідці, спостереженні, бомбометанні, наведенні на ціль і повинні давати максимальну силу світла впродовж заданого часу. В залежності від мети застосування час дії боєприпасу може становити від 5 с до 5 хв. В склад суміші входять окислювач — нітрат барію або натрію, металічне пальне — порошки Al, Mg або сплав Al-Mg та цементатор, наприклад, смоли.
Фотосуміші
Фотосуміші призначаються для отримання світлових імпульсів (спалахів) дуже малої тривалості, зазвичай кілька десятих секунди. У військовій справі фотосумішами споряджають фотобомби, які застосовуються для нічного повітряного фотографування. Найчастіше фотосуміші готують шляхом змішування порошку магнію або інших висококалорійних металів (цирконію, титану, магнієвих сплавів) з різними солями — окислювачі.
Трасувальні суміші
Трасувальні суміші дозволяють побачити траєкторію польоту куль, снарядів, деяких ракет, при цьому залишають вогневий або димовий слід. Для спорядження трасувальних засобів використовують суміші, які за складом наближенні до сумішей білого та кольорового вогню, інфрачервоного випромінювання та кольорового диму.
Суміші сигнальних вогнів
Ці піротехнічні суміші широко використовуються у військовій справі (сигналізації) та при виготовленні феєрверків. Горіння їх може бути рівномірним або пульсуючим. Феєрверкові суміші повинні забезпечувати максимальну яскравість та оригінальність феєрверка, сигнальні — чистоту кольору сигналу з максимально можливої відстані. Кольорове полум'я отримують при випромінюванні певних атомів (жовте полум'я — Na) або молекул (червоне — SrCl, зелене — BaCl, синє — CuCl). Останні вводяться в суміш у вигляді солей — нітратів, карбонатів або оксалатів, а хлоруючий агент — у вигляді хлорорганічних речовин. Пальним служать смоли, уротропін, порошки Al, Mg або Al-Mg. Існують також суміші кольорових вогнів на основі нітратів целюлози або її продуктів (бездимних порохів). Див. також Пульсуючі суміші, Суміші кольорового вогню.
Запалювальні суміші
Це піротехнічні суміші, горіння яких супроводжується утворенням високотемпературного полум'я та шлаків, здатних запалювати інші суміші або матеріали.
Суміші маскуючих димів
Суміші маскуючих димів при горінні виділяють густий білий, сірий або чорний дим і служать для маскування бойової техніки або/й особового складу.
Суміші кольорових димів
Суміші складаються і т.з. термічної суміші (окислювач і пальне), барвника та полум'ягасника. Окислювачем служить хлорат калію, пальним — молочний цукор, тіосечовина, диціандиамід, барвниками — родамін, індиго, аурамін.
Тверде піротехнічне паливо
Піротехнічні реактивні суміші, що йдуть на виготовлення твердопаливних ракет.
Чорний порох
Чорний порох — суміш нітрату калію, сірки та вугілля у співвідношенні 75:10:15.